# Ushi
Ushi (en arménien Ուշի) est une communauté rurale du marz d'Aragatsotn, en Arménie. Elle compte 1 700 habitants en 2009.
L'église Saint-Serge d'Ushi dont l'origine remonte au Ve siècle se trouve sur le territoire de la commune.  